# Affaire du gang des barbares
Ne doit pas être confondu avec Affaire Sarah Halimi.
Pour les articles homonymes, voir Affaire Halimi et Halimi.
L’affaire du gang des barbares (également appelée affaire Ilan Halimi ou affaire Halimi) désigne les événements liés au meurtre d'Ilan Halimi, enlevé dans la région parisienne puis séquestré et torturé en janvier 2006 par un groupe d'une vingtaine de personnes se faisant appeler le « gang des barbares », dirigé par Youssouf Fofana. Leur choix se porte sur Ilan Halimi, parce que du fait de son appartenance à la communauté juive, il est censé, selon eux, être riche.
L'affaire suscite une vive émotion en France, y compris au plus haut niveau de l'État, du fait de l'antisémitisme des auteurs du crime et des conditions de séquestration et de mort d'Halimi. Le procès se déroule d'avril à juillet 2009, selon les règles de publicité restreinte puisque deux des accusés étaient mineurs au moment des faits ; il y a appel en 2010. Le retentissement médiatique est énorme et plusieurs livres en relation avec cette affaire sont publiés, ainsi que plusieurs adaptations au cinéma. L'affaire attire également l'attention internationale où elle figure comme un exemple d'antisémitisme en France.

## Enlèvement

### Faits

#### Contexte et circonstances
Ilan Halimi, de son nom de naissance Ilan Jacques Élie Halimi, fils d'une famille juive marocaine, né le 11 octobre 1982, est un vendeur travaillant dans un magasin de téléphonie mobile du boulevard Voltaire à Paris.
Le soir du vendredi 20 janvier 2006, après avoir dîné chez sa mère, il rejoint en voiture Yalda dite aussi « Emma », jeune fille qui l'a ouvertement séduit dans son magasin, une semaine plus tôt, et l'a rappelé pour passer une soirée avec lui.
Après avoir pris un verre ensemble porte d'Orléans, il pense la raccompagner chez elle dans la banlieue sud de Paris vers Sceaux (Hauts-de-Seine). Ilan Halimi, à peine sorti de son véhicule, est roué de coups par des individus qui tentent d'appliquer un chiffon imbibé d'éther sur son visage. Alors qu'il se débat et appelle à l'aide, ils l’assomment et le jettent dans le coffre d’un 4×4, le menottent et lui couvrent les yeux et la bouche ensanglantés de ruban adhésif,,.
Le 21 janvier 2006 au petit matin, sa petite amie, avec qui il vit, cherche vainement la voiture d'Ilan et, inquiète, téléphone à ses amis et à la famille Halimi. Ce même jour, depuis un cybercafé d'Arcueil, Youssouf Fofana envoie à la famille Halimi un courriel réclamant 450 000 euros en échange de la libération d’Ilan, assorti d'une photographie du jeune homme yeux bandés, journal du jour dans les mains et pistolet pointé sur la tempe. « La famille prévient alors la police, et la brigade criminelle, l'unité d'élite de la police judiciaire de Paris, se saisit de l’enquête ».

#### Semaines suivantes
Durant les semaines qui suivent, Halimi est le plus souvent laissé dans un peignoir de bain ou dénudé sur le sol dans la rudesse de l'hiver, attaché, le visage scotché (« complètement momifié »), le plus souvent nourri à la paille de boissons, torturé par plusieurs geôliers à tour de rôle pendant 24 jours, d'abord dans un appartement vide et non chauffé rue Serge-Prokofiev d'une HLM de la cité Pierre-Plate à Bagneux (Hauts-de-Seine) puis dans une cave de l'immeuble mise à disposition par le concierge,,.
Durant ce calvaire, Didier Halimi, son père, reçoit des coups de téléphone, des messages, des mails, en tout 600 à 700 appels des ravisseurs, souvent insoutenables, dont des menaces de mutilation, où les revendications sont mouvantes. Les policiers lui dictent toutes les réponses pour temporiser afin d'essayer de localiser les ravisseurs. Durant la séquestration d'Ilan Halimi, ils demandent également à ses parents de garder le silence sur cette affaire, de ne pas demander d'aide pour payer la rançon de leur fils, ni de montrer sa photographie à des personnes qui pourraient fournir des informations. Quand la police autorise enfin Didier Halimi à déposer une rançon contre son fils, les malfaiteurs lui donnent plusieurs consignes et rendez-vous le menant jusqu'à Bruxelles où le père ne trouve encore personne pour l'échange.
Ses ravisseurs, qui furent surnommés le « gang des barbares », voulaient obtenir une rançon pour sa libération. Le groupe était composé d'une vingtaine de personnes qui gravitaient autour d'un chef, Youssouf Fofana. Toutefois, les enquêteurs, évoquant plusieurs déplacements en Côte d'Ivoire de Fofana durant le rapt, ont avancé l'hypothèse d'un autre chef. Son avocat a déclaré, sans autres précisions : « Il [est] parti deux fois en Côte d'Ivoire sur vingt et un jours [durant le rapt] […] il n'était peut-être pas le seul à diriger les choses » et « Je ne suis pas convaincu qu'il puisse parler librement tant que d'autres personnes sont dehors ».
De jolies jeunes filles étaient utilisées comme appâts pour attirer les victimes dans un guet-apens. Ilan Halimi ne serait pas la première victime du gang : il y aurait eu cinq tentatives d'approche avant lui, mais toutes auraient échoué.

Le motif de ce crime est crapuleux et antisémite : il s'agissait d’enlever un Juif « parce qu’ils sont bourrés de thunes », selon Fofana, et d'extorquer de l'argent à la famille de la victime, toujours « supposée riche car juive », alors que le salaire d'Ilan Halimi n'était que de 1 200 euros mensuels et que sa famille est modeste. Lorsque les ravisseurs se sont rendu compte que la famille (le père, Didier Halimi, gérant deux boutiques de vêtements, la mère Ruth, secrétaire) ne disposait pas de la somme exigée — dont le montant a varié de 5 000 à 450 000 voire 500 000 euros de 2006 —, ils ont chargé un rabbin choisi au hasard dans l'annuaire téléphonique de récolter l'argent dans « sa communauté » pour payer la rançon,,.

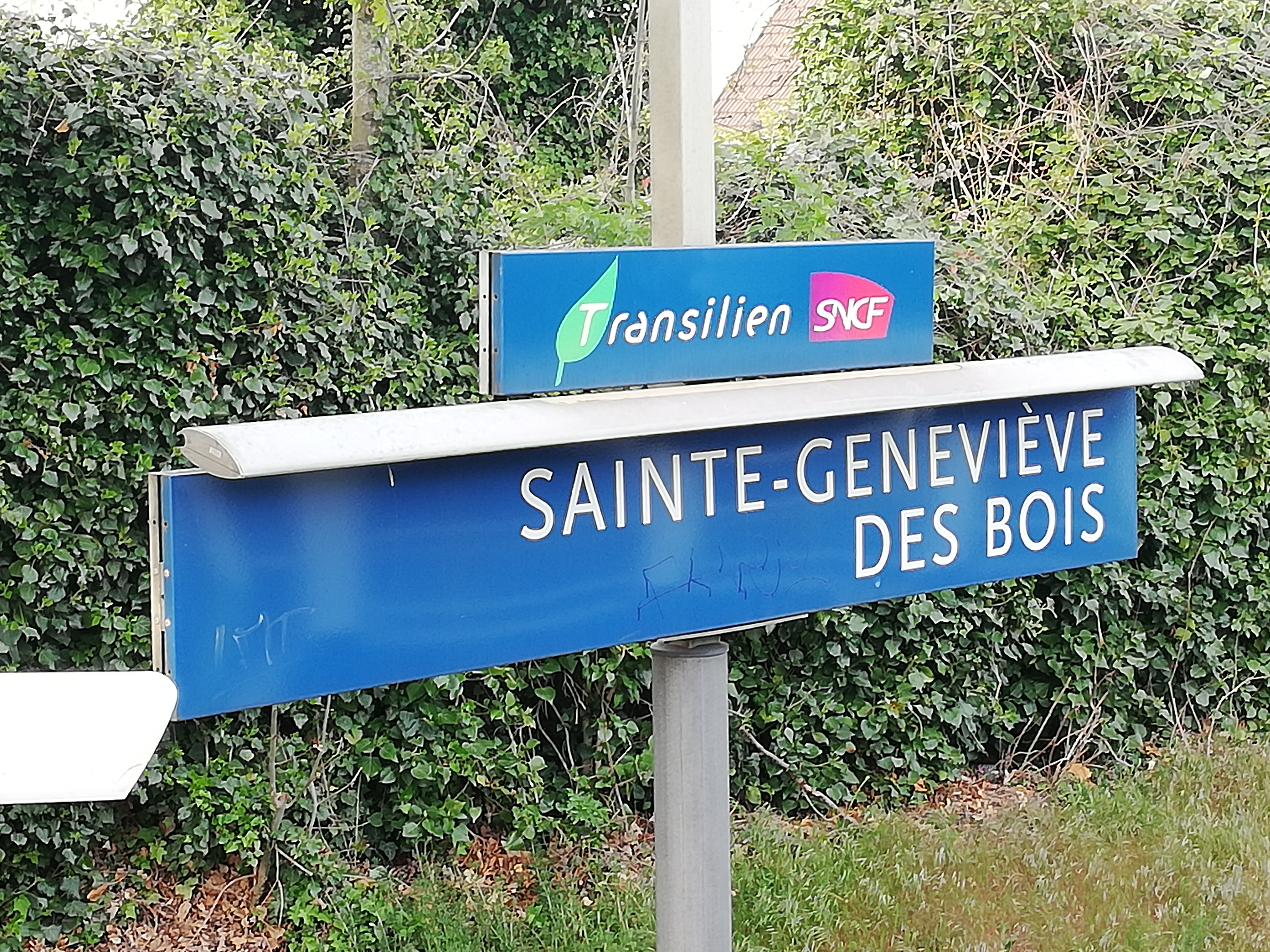
Plaque signalétique sur voie ferrée à Sainte-Geneviève-des-Bois (2019)

Laissés souvent sans nouvelle de leur « cerveau », Fofana, qui exige d'Abidjan de ses acolytes une « photo gore avec du sang, qui marque les esprits » ou change souvent de directives, les geôliers s'impatientent et deviennent brutaux avec leur prisonnier.
Le 12 février 2006, ses geôliers reçoivent l'ordre de préparer Ilan Halimi pour sa libération ; on nettoie son corps toujours menotté, pour effacer les « preuves d'ADN », on rase ses cheveux ; dans la nuit du 12 au 13, Fofana le prend sur son dos, enveloppé nu d'un drap, pour le charger dans le coffre d'une voiture volée,.
Découvert nu, tondu, bâillonné, menotté, défiguré, le corps brûlé et agonisant, le 13 février 2006, le long des voies ferrées du RER C à Sainte-Geneviève-des-Bois dans le département de l'Essonne, Ilan Halimi meurt peu de temps après son transfert à l'hôpital,,.

#### Autopsie
L'autopsie réalisée le 13 février à l'hôpital d'Évry (Essonne) révèle des « brûlures » sur 80 % du corps, de multiples « hématomes et contusions », « une plaie à la joue » faite au cutter et « deux plaies à l'arme blanche sous la gorge ». Mais le médecin légiste conclut : « Aucun des coups n'est mortel ». Ce n'est donc pas un coup isolé qui a provoqué la mort, mais l'ensemble des violences et tortures subies pendant les trois semaines de séquestration. Contrairement à des rumeurs ayant couru au moment des faits, aucune trace de violence sexuelle ni de mutilation n'a été décelée à l'autopsie. Il apparaît aussi que le froid (l'enlèvement s'est passé fin janvier) et la faim ont contribué à l'affaiblissement de la victime.

### Sépulture

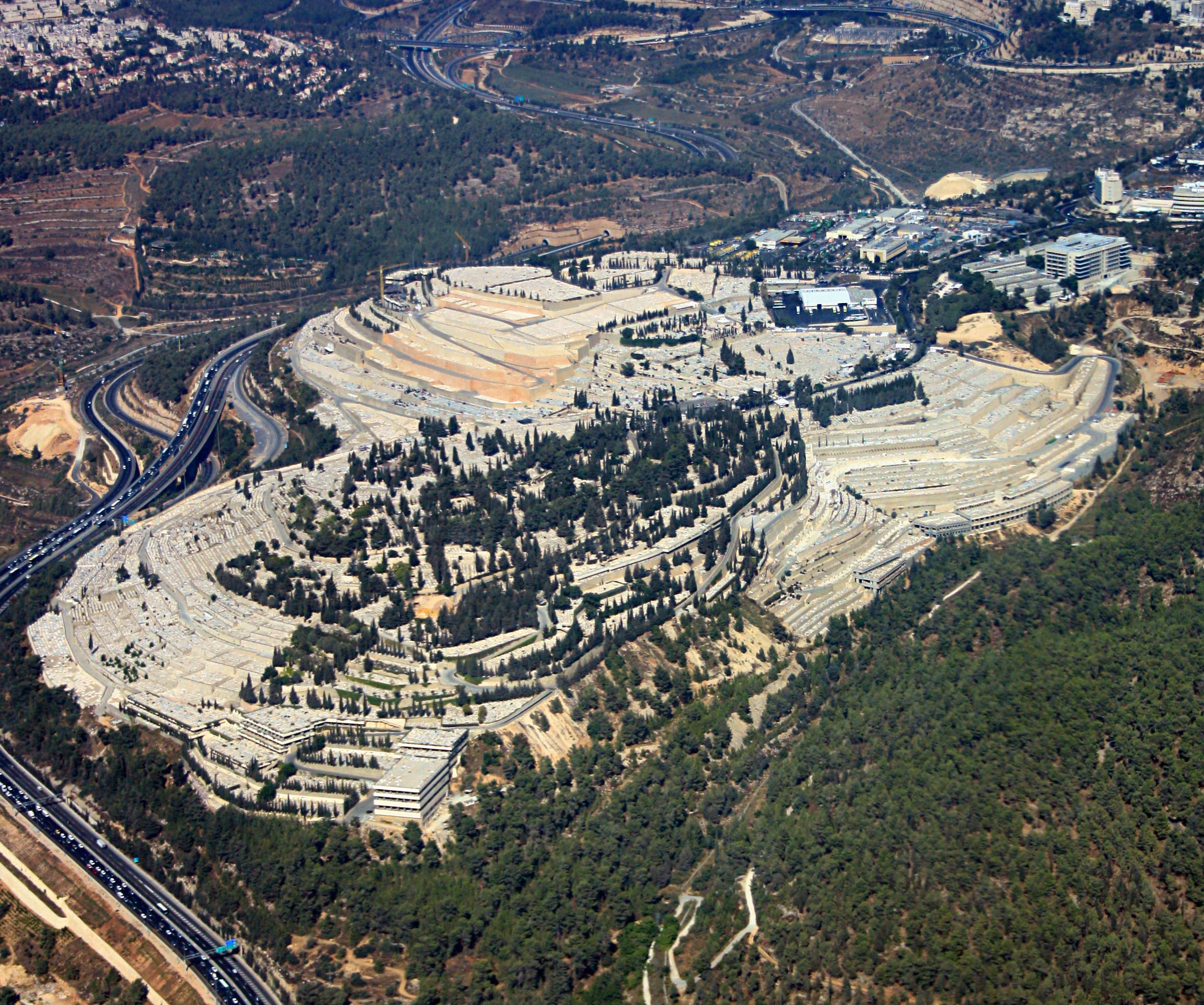
Vue aérienne du cimetière Har HaMenuchot à Givat Shaul

Ilan Halimi est inhumé en février 2007 au cimetière Har HaMenuhot (Mont des Répits) dans le quartier de Guivat Shaoul à Jérusalem en Israël, dans une section spéciale, après l'exhumation et le transfert de sa dépouille via un vol d'El Al, du cimetière parisien de Pantin en France où il avait été initialement enterré,. Ses deux enterrements sont espacés d'exactement une année, selon le calendrier hébraïque.
Sur sa pierre tombale est désormais écrit : « Ilan Jacques Halimi, torturé et assassiné en France parce qu’il était juif à l’âge de 23 ans. »

### Antisémitisme
À la date du 5 mars 2006, la circonstance aggravante d'antisémitisme a été retenue par les juges d'instruction. Le quotidien Le Monde du 21 mars 2006 publie des informations en faveur d'une interprétation antisémite de l'affaire, après des interrogatoires de certains prévenus. Les préjugés antisémites de la bande de Bagneux apparaissent dans les auditions de ses membres. D'après Youssouf Fofana, ils ont visé la communauté juive à cause de la richesse présumée de ses membres. Néanmoins, la bande avait d'abord visé des personnes non Juives et c'était au terme de deux échecs qu'elle avait l'idée de cibler un Juif en pensant que celui-ci aurait de l'argent ou du moins une communauté prête à en réunir.
Fofana nie avoir eu des motivations antisémites. Plusieurs autres membres se sont défendus d'être antisémites et certains se sont contentés de déclarer lors des interrogatoires qu'« un juif, c'est riche », ce qui n'était notamment pas le cas d'Ilan Halimi, issu d'une famille modeste.
Un officier de police a signalé que les membres du groupe ne sont pas connus comme extrémistes. Les juges chargés du dossier ont toutefois retenu l'antisémitisme comme circonstance aggravante du crime pour deux des prévenus, Fofana et Jean-Christophe G.[réf. nécessaire]
Dans le livre intitulé 24 jours : la vérité sur la mort d'Ilan Halimi, (2009), co-écrit avec Émilie Frèche, Ruth Halimi, la mère de la victime, affirme que la police n'a jamais soupçonné que les ravisseurs de son fils de 23 ans le tueraient, en partie parce qu'elle niait le caractère antisémite du crime, sur lequel pourtant, la famille Halimi attirait son attention : « [la police] n'a pas compris le profil du gang... Ils pensaient avoir affaire à des bandits classiques »,. Cet aspect est exposé comme un déni et également développé dans le documentaire L’Assassinat d’Ilan Halimi de Ben Isaak,.
Dans son livre Affaire Halimi. Du crime crapuleux au meurtre antisémite publié en 2014, Gilles Antonowicz, avocat d'un des membres du gang, soutient que les médias et certains experts[Qui ?] (Didier Lapeyronnie) ont exagérément présenté l'antisémitisme comme étant l'une des motivations principales des membres du groupe,.
Le philosophe Adrien Barrot, interrogé à propos de cette affaire, considère que « l’antisémitisme revêt une dimension intrinsèquement crapuleuse ».
Francis Szpiner, l'avocat de la famille de la victime, a rappelé qu'Ilan Halimi a été enfermé et torturé puis, pour effacer toute trace, il a été douché, tondu, tué puis brûlé : « le processus de la mort d'Ilan Halimi ne peut que renvoyer à la mémoire juive qui est celle de l'exécution des juifs » par les Nazis.

### Motivation religieuse et politique
Lors de perquisitions, il a été trouvé chez les ravisseurs des documents de soutien au Comité de bienfaisance et de secours aux Palestiniens, ainsi que du matériel de propagande salafiste. Au téléphone, un ravisseur avait récité une sourate du Coran à la famille d'Ilan Halimi.

### Enquête policière
Alors que ni les médias, ni le public ne sont mis au courant de l'enlèvement, l'enquête policière dure trois semaines et mobilise jusqu'à 400 policiers. Choisissant une méthode comportant des risques, les enquêteurs de la police judiciaire ne préviennent pas non plus les commissariats de cette affaire et ne diffusent pas la photographie de Fofana, qu'ils possèdent.
François Jaspart, alors patron de la police judiciaire parisienne, reconnaît que ses équipes n'ont pas eu affaire aux professionnels qu'ils s'étaient imaginés mais à des bandits de petite envergure, « des gens immatures, irrationnels et changeant sans cesse d'avis ».
Gilles Antonowicz, dans son ouvrage, met en cause le travail de la brigade criminelle du quai des Orfèvres, s'étonnant notamment que celle-ci ait interrompu les négociations avec les ravisseurs et parlant d'« incurie policière ». Lors du procès, Didier Halimi, le père de la victime, dénonce également les méthodes employées par la brigade criminelle : « on en est arrivé là à cause de la police, elle a pris un chemin qui n'était pas le bon ».
Ainsi, la mère de la victime, Ruth Halimi, apprend la mort de son fils dans le journal gratuit 20 minutes.

## Youssouf Fofana
Youssouf Fofana (né le 2 août 1980 dans le 12e arrondissement de Paris de parents ivoiriens) est le « cerveau des barbares » autoproclamé, surnommé lors de cette affaire « le Boss » ou « Django ». Il est le cinquième enfant d'une fratrie de sept. Sa mère, Fatouma, était femme au foyer et le décrit comme « un enfant sage, obéissant et respectueux [...], bien élevé comme tous les enfants d'Afrique ». Il va à l'école maternelle près du marché d'Aligre et voit une orthophoniste pour son bégaiement qui le complexe. En 1989 ou 1994, les Fofana emménagent dans une grande habitation à loyer modéré à Bagneux, cité du Prunier-Hardy. La scolarité de Youssouf, au collège Joliot-Curie de Bagneux, a été catastrophique. Il n'a pas réussi à obtenir son BEP de comptabilité au lycée professionnel de Montrouge.
Dès l'âge de seize ans, il accumule les petits délits (treize sur sa fiche de police) et est condamné cinq fois entre 2000 et 2003 pour vols, violences volontaires, deux braquages et agression d'un policier. Il aurait déjà passé quatre années en prison pour divers faits dont vol et résistance aux forces de l'ordre. Il est donc bien connu des services de la police (outrages et rébellions) et d'Interpol. Depuis 1995, il est suivi par la protection judiciaire de la jeunesse (PJJ) mais manque fréquemment ses rendez-vous obligatoires relevant d'une mesure judiciaire. Son père sait que Youssouf a fait trois ans de prison après sa majorité mais il en a oublié la raison, et déplore qu'il n'ait « pas compris qu'il fallait changer et travailler honnêtement après ». Youssouf habitait à la maison, comme les autres enfants, mais ne rangeait jamais rien et n'aidait pas financièrement ses parents, contrairement à son cadet Mamadou. Aux yeux du père, Youssouf est « très croyant » : « Il fait la prière cinq fois par jour et va à la mosquée de Bagneux, mais par contre il ne travaille pas, et moi, ça m'énerve. Ça me fait mal. Moi, je suis vieux, je me lève tous les jours à six heures et Youssouf, lui, ne fait pas d'efforts ».

### Arrestation
Youssouf Fofana s'est enfui en Côte d'Ivoire le 15 février. Trois jours après la mort d'Ilan Halimi, il appelle encore le père de la victime pour l'insulter. Il revendique une prétendue nationalité ivoirienne pour s'opposer à son extradition vers la France. Visé par un mandat d'arrêt international, il est arrêté à Abidjan le 22 février et incarcéré à la maison d'arrêt et de correction d'Abidjan (MACA). Youssouf Fofana s'était attaché les services de cinq avocats ivoiriens qui avançaient que ce Français né en France avait la double nationalité, son père étant Ivoirien. Si ce fait avait été avéré, cela aurait effectivement bloqué l'extradition, la Côte d'Ivoire n'extradant pas ses ressortissants. Selon Francis Szpiner, l'avocat de la famille de la victime, il s'agit d'« une affaire très simple » : Youssouf Fofana, né dans l'Hexagone, ne s'est jamais « prévalu » de la nationalité ivoirienne, c'est « un citoyen français. Il est entré en Côte d'Ivoire avec un passeport français. Il était muni d'un visa, ce que tout étranger fait lorsqu'il veut rentrer dans un pays, et c'est donc un Français qui est en fuite ».
Le 2 mars 2006, la justice ivoirienne autorise l'extradition vers la France de Fofana. Aucun recours n'est possible sur la décision judiciaire rendue par la chambre d'accusation d'Abidjan, réunie à huis clos. L'extradition devient exécutoire lorsque le président ivoirien Laurent Gbagbo signe le décret. La France affrète alors un Airbus A310 avec une dizaine de gendarmes pour rapatrier Fofana.
À son arrivée, Fofana est aussitôt mis en examen pour « association de malfaiteurs, enlèvement, séquestration en bande organisée avec actes de tortures et de barbarie, assassinat » avec circonstance aggravante de faits commis « en raison de l'appartenance de la victime à une ethnie, une nation, une race ou une religion déterminée » par les juges Corinne Goetzmann et Baudoin Thouvenot.
Il reconnaît avoir prémédité l'enlèvement d'Halimi depuis décembre 2005, lors d'un séjour en prison, l'avoir séquestré, lui avoir porté plusieurs coups de poignard, et avoir donné l'ordre de le « saigner » parce que ne pouvant plus le garder. Il se serait ravisé et aurait ordonné qu'on le « lave » (à l'acide, afin d'effacer toute trace d'ADN), cependant, il nie l'avoir tué et charge ses complices sur ce point.
Une fois emprisonné, Fofana signe des lettres à la gloire de la Palestine et contre le « capitalisme juif », des « Allah Akbar » en en-tête. En mai 2006, il contacte son avocat Philippe Missamou et lui demande de lui servir d'intermédiaire auprès des maisons d'édition pour publier un livre relatant ses mémoires sur l'affaire. Le 30 novembre, une enquête pour « outrage à magistrat » est ordonnée à son encontre, à la suite d'un courrier menaçant et insultant qu'il avait envoyé à la juge d'instruction Corinne Goetzmann. Il sera condamné pour ces faits à une année de prison,.
Le procès du gang des barbares s'ouvre le 29 avril 2009. Le 11 juillet, Fofana est condamné à la réclusion criminelle à perpétuité assortie d'une peine de sûreté de vingt-deux ans.

### Captivité
Youssouf Fofana a été incarcéré dans plusieurs établissements pénitentiaires. Il est notamment détenu dans les établissements pénitentiaires de Villepinte, Amiens, Compiègne, Lille-Sequedin, Moulins-Yzeure et Bois d'Arcy. En 2012, Fofana se filme à l'intérieur de la maison centrale de Clairvaux et poste sur YouTube une quinzaine de vidéos où il développe une rhétorique antisémite et islamiste qui lui vaudra sept ans de prison supplémentaires pour apologie du terrorisme. Il est aussi connu pour faire du prosélytisme islamique en détention.
Il fait figure de détenu incontrôlable, ayant notamment agressé des surveillants du centre pénitentiaire d'Alençon-Condé-sur-Sarthe en décembre 2013, faits pour lesquels il est condamné  le 10 février 2014 à quatre ans de prison supplémentaires. En juin 2014, il agresse à nouveau un surveillant à l'aide d'un stylo, ce qui entraîne sa condamnation à trois ans supplémentaires.
En 2017, il est condamné à dix années de prison supplémentaires, assorties d'une période de sûreté des deux tiers pour tentatives d'extorsion de fonds et menaces de mort remontant aux années de 2002 à 2005, à l'époque où, à travers des courriers menaçants, il se faisait passer pour un messager du Front de libération de la Palestine ou pour un collecteur d'impôt révolutionnaire d'Armata Corsa, pour tenter de racketer des milliers d'euros à plus de quarante personnes notables dont des présidents-directeurs généraux de grandes entreprises, des notaires, des médecins et notamment Rony Brauman ou Jérôme Clément,.
« Au cours de sa détention, il s'est pacsé avec une détenue du centre pénitentiaire de Rennes, condamnée dans la même affaire... Seulement, depuis que la jeune femme a été libérée, elle ne lui aurait plus donné de nouvelles. Youssouf Fofana reçoit néanmoins du courrier de la part de certaines admiratrices ».

## Suites de l'affaire Halimi:Le Maire et les barbares
En février 2020, Eve Szeftel, journaliste à l'AFP, publie chez Albin Michel Le maire et les barbares, une enquête estimant que Youssouf Fofana n'était pas le vrai chef du gang et révélant les liens entre des personnes condamnées à de lourdes peines de prison dans l'affaire Halimi et la nouvelle équipe de l'UDI arrivée au pouvoir en 2014 à la mairie de Bobigny, préfecture de la Seine-Saint-Denis, menée par Stéphane de Paoli et qui a passé alliance avec une nébuleuse islamiste implantée dans la cité d'où venaient des membres du gang des barbares.
En effet, en juin 2014, trois mois après la victoire de l'UDI aux élections municipales, un tract anonyme révèle que la nouvelle municipalité a embauché la compagne de Jean-Christophe Soumbou, condamné à 18 ans de prison pour l'enlèvement et la séquestration d'Ilan Halimi, comme chargée de mission aux politiques urbaines. L'affaire de cette embauche est rendue publique par le magazine Marianne en juillet 2014. Intriguée par la réaction de la mairie qui, au lieu d'écarter la jeune femme, par ailleurs condamnée dans une affaire de violences, fait bloc derrière elle, la journaliste à l'AFP décide d'explorer plus avant les liens entre le pouvoir et le gang des Barbares et en particulier la proximité de certains collaborateurs du maire avec Jean-Christophe Soumbou, dit « Craps », qui a grandi à Bobigny dans la cité Paul-Éluard.
Lors d'un procès lié au tract anonyme, en octobre 2015, le directeur de l'urbanisme à la mairie de Bobigny affirme ainsi publiquement que « Craps » est son ami et que c'est la raison pour laquelle sa femme est protégée. En enquêtant, la journaliste découvre que Soumbou avait recruté deux complices de Bobigny pour mener à bien l'enlèvement d'Ilan Halimi, qui n'ont jamais été inquiétés par la justice et que l'un de ces complices, Yassine N., appartient à une famille très influente à Bobigny. Ainsi, le frère aîné de Yassine N. a obtenu des faveurs de la municipalité, dont un effacement de dette locative, qui lui a permis d'ouvrir une salle de sport islamiste dans la cité Paul-Éluard.
Dans le dernier chapitre du Maire et les barbares, qui s'intitule « L'affaire Halimi n'est pas finie », la journaliste de l'AFP tente de faire la lumière sur certaines zones d'ombre de l'affaire et réévalue le rôle de Soumbou (et de « l'équipe de Bobigny ») au sein du gang des Barbares. Se replongeant dans le dossier d'instruction, elle découvre qu'Youssouf Fofana craignait « Craps », qu'il appelait aussi son « copain Crim », et qu'en son absence, c'était ce dernier qui dirigeait le gang, avec l'aide de Samir Aït Abdelmalek à Bagneux. Des questions se posent aussi sur l'assassinat d'Ilan Halimi, dont Fofana a nié être l'auteur lors de sa garde-à-vue en Côte d'Ivoire, affirmant avoir remis l'otage à « Craps » et à l'un de ses complices,.

## Sorour Arbabzadeh

### Enfance et rencontre avec Fofana
Sorour Arbabzadeh, dite « Yalda » ou « Emma » ou « Nour », a servi d'appât pour piéger Ilan Halimi le 20 janvier 2006. D'origine iranienne, elle est arrivée en France à l'âge de 11 ans en 1998. Sa mère, infirmière, est réfugiée politique et son père est décédé dans un accident de voiture en Iran.
Emma est instable et immature. En 2001, à l'âge de 14 ans, elle aurait été violée par trois garçons, mais sa mère a retiré sa plainte après avoir appris que sa fille aurait été consentante selon les déclarations des trois auteurs. Suivie par un juge pour enfants de Bobigny et des éducateurs spécialisés, elle a tenté de se suicider à plusieurs reprises. Élève de seconde à l'internat de Thiais, dans le Val-de Marne, multi-redoublante, elle est considérée comme une élève médiocre. Après avoir rencontré Fofana (une « bête de meuf », la qualifie-t-il) et être devenue la maîtresse de plusieurs voyous du gang des barbares (ce qu'elle a toujours nié), il lui aurait déclaré : « avec toi, je peux faire des merveilles », avant de lui montrer les boutiques « juives » du boulevard Voltaire, à Paris. Séductrice et influençable, Emma « aime plaire », ont affirmé les experts psychiatres. Avec le chef de clan dominateur, elle s'est sentie « valorisée ».

### Dans l'affaire Ilan Halimi
Sorour Arbabzadeh a reconnu avoir servi d'appât pour amener Halimi dans leur repaire. Elle a également reconnu avoir été conduite en voiture par Youssouf Fofana (qu'elle appelle Oussama) boulevard Voltaire à Paris, s'être rendue dans la boutique de téléphonie où travaillait Ilan Halimi, l'avoir trouvé « mignon » et lui avoir demandé son numéro de téléphone qu'elle remet à Fofana qui l'attend dehors ; celui-ci lui dit : « Avec toi, je sens que je peux faire de bonnes affaires. Vu ton physique, tous les garçons tomberont dans le panneau ». Elle fixe ensuite rendez-vous à Ilan Halimi à Sceaux dans le sud de Paris et avant de l'entraîner à Bagneux où « deux ou trois gros bras », dont Fofana, ont maîtrisé Ilan Halimi avant de le séquestrer. Elle rapporte aux enquêteurs ce témoignage à propos de Youssouf Fofana : « d'après lui, les Juifs étaient les rois, car ils bouffaient l'argent de l'État et lui, comme il était noir, était considéré comme un esclave par l'État ». Persuadée par lui qu'ils sont tous deux dans la même galère, elle déclare aussi : « Youssouf, il explique tellement bien les choses qu'on dirait qu'il n'y a rien de grave ».
Dès son incarcération, Sorour Arbabzadeh subit un avortement et elle fera en prison plusieurs tentatives de suicide. En octobre 2007, elle est hospitalisée pour une tentative de suicide dans sa cellule de la maison d'arrêt de Fleury-Mérogis (Essonne). Elle avait été mise en examen pour « complicité[pas clair][réf. nécessaire] » et « association de malfaiteurs ».
En février 2008, Emma écrit aux parents de la victime pour leur confier son sentiment de culpabilité, assurant : « je souffre tellement de vous avoir fait autant de mal ». Pendant son procès, les proches du jeune supplicié espéraient qu'elle autoriserait la levée des mesures de publicité restreinte auxquelles était soumise l'audience parce qu'Arbabzadeh était mineure à l'époque des faits. Mais son avocate, Dominique Attias, a signifié un refus : « les débats, qui seront sûrement extrêmement douloureux, doivent se dérouler dans la sérénité. ».
En octobre 2010, Sorour Arbabzadeh est condamnée en première instance à 9 ans d'emprisonnement, peine confirmée en appel. Elle est alors incarcérée à la maison d'arrêt pour femmes de Versailles.

### Dans l'affaire Gonçalves
Deux mois plus tard, certaines de ses codétenues de la maison d'arrêt de Versailles rapportent à l'administration pénitentiaire qu'elle bénéficierait d'un traitement de faveur dans l'obtention d'un poste de travail avantageux au sein de la prison. Le ministère de la Justice saisit l'inspection générale des services pénitentiaires, qui découvre que la jeune femme a obtenu bien plus qu'un poste de travail avantageux. Deux personnes qu'elle aurait séduites et qui lui auraient fait passer colis et puces téléphoniques sont mises en cause. Il s'agit de l'un des surveillants et du directeur de la maison d'arrêt, Florent Gonçalves.
Ce dernier reconnaît devant la justice s'être épris de la jeune femme qui, notamment, lui a envoyé des photographies suggestives et qu'il surnomme « Fleur d'Orient » sur Facebook, et avoir eu deux relations sexuelles avec elle, avant qu'elle ne soit transférée à la maison d'arrêt de Fresnes pour le procès en appel du « gang des Barbares ». Florent Gonçalves est révoqué du corps des directeurs des services pénitentiaires en juin 2011, et condamné à un an de prison ferme,. La jeune femme est condamnée à un an de prison dont quatre mois ferme.
À Fresnes, elle est reconnue coupable de recel et est condamnée en correctionnelle à huit mois de prison ferme, assortis de quatre mois avec sursis.
En janvier 2012, Sorour Arbabzadeh est libérée en conditionnelle, après près de six ans passés en détention.

## Autres membres du gang
- Christophe Martin-Vallet dit « Mocko » : féru d'informatique, aurait suggéré l'idée des rapts et aurait organisé les opérations de séduction des rabatteuses. Il aurait également amené Emma (Sorour Arbabzadeh) à son rendez-vous avec la victime et l'aurait reconduite une fois la victime capturée[52],[53]. Il est également accusé de viol avec Fofana, par un des « appâts ». Il aurait participé à six tentatives d'enlèvement.
- Jean-Christophe G., dit « JC », « Zigo » : mineur au moment des faits, violent, ce serait lui qui aurait torturé Ilan Halimi, lui aurait écrasé un joint sur le front et lui aurait donné des gifles et des coups de manche à balai. Il fut exclu en classe de quatrième du collège Béranger à Paris, et avait déjà été interpellé pour vol de lecteur MP3 et possession de cannabis. Il aurait acheté quelques provisions (protéines liquides, pailles et ciseaux). « Au bout de trois ou quatre jours, on l'a nettoyé car il devait être remis en liberté. Je lui ai découpé ses vêtements aux ciseaux et je les ai mis à la poubelle »[7]. Il témoigne : « La victime a sans doute fait du bruit ou gémi, et comme je fumais un joint, j'ai appuyé un court instant ma cigarette au milieu de son front. J'ai ensuite écrasé mon mégot au sol. »[réf. nécessaire] « Je lui ai mis des coups au visage pour le faire taire », et des coups de balai dans les jambes »[7].
- Samir Aït Abdelmalek, dit « Smiler » : père de trois enfants, déjà condamné pour des affaires de drogue et de vol de voiture, aurait fourni l'appartement de la séquestration à Bagneux, avant qu'Ilan Halimi ne soit séquestré dans la chaufferie de l'immeuble[8]. Samir est aussi considéré comme le bras droit de Youssouf Fofana qu'il connaissait depuis dix ans. Il aurait fourni l'acide utilisé pour « nettoyer » la victime et lui aurait donné un coup de cutter. Il était prévu qu'il touche 1 500 euros pour ses prestations. Dans le procès-verbal du 18 février 2006 de son interrogatoire par la brigade criminelle de Paris, Samir Aït Abdelmalek déclare à propos d'un des actes de torture[8] (destiné à produire une image) : « J'ai sorti la lame de cutter et après qu'il a mangé et bu, j'ai cherché un endroit où lui mettre un coup de cutter pour que ça saigne sans lui faire trop mal. Je ne voulais pas toucher à l'adhésif qui l'empêchait de hurler. Sans prévenir Ilan pour qu'il ne stresse pas, je lui ai mis un coup de cutter sur cinq ou six centimètres sur la joue gauche. Malgré le sparadrap, cela a saigné vite dans sa barbe qui n'avait pas été rasée. » À propos de la mort d'Ilan Halimi sur le bord d'une ligne de chemin de fer, le policier qui interroge le jeune homme poursuit : « À ce moment, m'a-t-il expliqué, Ilan avait réussi à relever son bandage sur les yeux. Du coup, Youssouf avec un couteau lui a mis un coup dans la gorge vers la carotide puis un coup de l'autre côté de la gorge. Ensuite il a essayé de lui couper le bas de la nuque. Puis il lui a mis un coup de couteau dans le flanc. Il avait sûrement dû revenir avec un bidon d'essence car il m'a dit qu'il avait utilisé un bidon pour asperger Ilan avec ce combustible et l'a incendié sur place. À ce moment il m'a dit : « Cela a fait une grande flamme et je suis parti. »
- Gilles Serrurier : agé de 39 ans au moment des faits, il était le gardien de l'immeuble où fut séquestré Ilan Halimi. Il a prêté aux bourreaux l'appartement, ou du moins la chaufferie où ils ont torturé la victime, en leur remettant les clefs[8]. Ancien enfant de la DDASS, endetté par un divorce selon un locataire[54], père de deux enfants, il aurait notamment remis les clefs de la chaufferie à Samir. Il est incarcéré pour « complicité de séquestration en bande organisée ».
- Jean-Christophe Soumbou alias « Marc », « Crim » et  « Craps » : ancien codétenu de Youssouf Fofana, il fait un séjour à la prison de Nanterre, où il était incarcéré pour vol avec violence[55]. De corpulence musclée, il se rend le 10 avril 2006 sous la pression exercée par la police sur son entourage. Il reconnaît avoir recruté deux hommes de main et fourni la voiture utilisée pour enlever la victime. Refusant de dévoiler le nom de ses deux complices, au motif que cela le mettrait en danger, lui et sa famille, ceux-ci ne seront pas arrêtés. Il a été placé en garde à vue après sa déposition. Il est également impliqué dans d'autres tentatives d'enlèvement, aux côtés de Youssouf Fofana, dont celle, ultra-violente, de Michaël D., en janvier 2006, qui a été laissé pour mort[7]. C'est après ce nouvel échec qu'il décide de reprendre les choses en main et de recruter, en vue du prochain coup, une équipe de « gros bras ». D'après la journaliste Eve Szeftel, il aurait été libéré en juillet 2019[56].
- Franco Louise : ancien champion de France de boxe thaïlandaise à 23 ans[57], il n'est pas poursuivi dans l'affaire Halimi à proprement parler.
- Tiffenn Gouret : agée de 19 ans, elle aurait fourni des « appâts » à Fofana qu'elle admire. C'est aussi l'ex-petite amie de Jean-Christophe G., et une amie d'Emma (Sorour Arbabzadeh) car elles ont été scolarisées dans le même foyer éducatif à Bagneux. Elle met Emma en contact avec Fofana, qu'elle coachera pour son rôle d'appât[4].
- Isabelle Mensah : confidente de Yalda (Sorour Arbabzadeh), âgée de 18 ans au moment des faits, et dans le même lycée que Tiffen Gouret, était au courant des faits mais ne les a pas dénoncés. Elle témoigne : « Pour moi, c'est un truc de malade. J'y ai cru, mais je ne réalisais pas[58]. »

Dans son livre paru en 2009, Ruth Halimi, la mère de la victime, déplore le grand nombre de mis en cause : « Parce que vingt-neuf personnes savaient et qu'aucune n'a sauvé Ilan. Parce que des parents, pour protéger leur fils des démêlés judiciaires, ont sacrifié le mien... Vingt-neuf personnes, c'est beaucoup ».

## Procès
Le procès des 27 accusés (18 hommes et 9 femmes) s'ouvre le 29 avril 2009 à la cour d'assises spéciale pour mineurs du palais de justice de Paris. La plupart d'entre eux sont accusés d'enlèvement et séquestration en bande organisée, actes de tortures et de barbarie, et assassinat avec, pour sept d'entre eux (six hommes et une femme) l'accusation d'« association de malfaiteurs en vue de commettre un meurtre avec préméditation en raison de l'appartenance ou la non appartenance, vraie ou supposée, de la victime à une ethnie, une nation, une race ou une religion », autrement dit la circonstance aggravante d'antisémitisme.
Dès la première audience, Youssouf Fofana se livre à des provocations. Il arrive tout sourire et lance, le doigt en l'air, un « Allah vaincra ». Lorsqu'on lui demande son identité et sa date de naissance, il répond « arabe africain islamiste salafiste » et donne le 13 février 2006 à Sainte-Geneviève-des-Bois, date et lieu de la mort de sa victime Ilan Halimi. La cour siège à huis clos vu la « sensibilité » du dossier et le procès est tenu selon les règles de publicité restreinte, car certains des accusés étaient mineurs au moment des faits.
Témoignant à la barre, Ruth Halimi, mère de la victime, s’est « dite "effarée" par le comportement des accusés dans le box depuis l’ouverture (du) procès. Leurs sourires, leurs attitudes décontractées, et certaines évidences qu’ils nient encore ».
Youssouf Fofana est reconnu comme l'organisateur qui a emmené Halimi dans le coffre d'une voiture volée jusqu'à un bois près de Sainte-Geneviève-des-Bois, le long d'une voie ferrée, lui a tranché la gorge et aspergé de white spirit avant de l'incendier et le laisser sur place. Une policière explique à la barre qu'Halimi est parvenu à s'extirper du véhicule en feu et ramper jusqu'à la voie ferrée. Fofana est condamné le 11 juillet 2009 à la peine maximale en droit français pour ce crime, soit la réclusion criminelle à perpétuité assortie d'une peine de sûreté de vingt-deux ans. Il décide de faire appel de cette condamnation mais se rétracte finalement peu après, cette condamnation à perpétuité devenant définitive. Les autres verdicts vont de 18 ans de prison ferme à l'acquittement.

## Procès en appel
À la demande de Michèle Alliot-Marie, garde des Sceaux, le parquet fait appel pour les condamnations inférieures aux réquisitions de l'avocat général soit 17 sur 27. Le procès en appel a lieu à Créteil, devant la cour d'assises des mineurs, du 25 octobre au 17 décembre 2010. La cour prononce des peines allant de 8 mois de prison à 18 ans de réclusion (dont 7 peines aggravées de 1 à 2 ans de prison supplémentaires) ainsi qu'un acquittement.
| Nom                                 | Réquisitoire (1er juillet 2009)         | Verdict en 1re instance (11 juillet 2009) | À l'issue du 1er procès | Verdict définitif (à l'issue de l'appel), |
| ----------------------------------- | --------------------------------------- | ----------------------------------------- | ----------------------- | ----------------------------------------- |
| Youssouf Fofana                     | Perpétuité avec 22 ans de sûreté        | Perpétuité avec 22 ans de sûreté          | Décision définitive     | Perpétuité avec 22 ans de sûreté          |
| Samir Aït Abdelmalek                | 20 ans de prison                        | 15 ans de prison                          | Appel du parquet        | 18 ans de prison                          |
| Jean-Christophe Soumbou             | 20 ans de prison                        | 18 ans de prison                          | Appel du parquet        | 18 ans de prison                          |
| Jean-Christophe G.                  | 15 ans de prison                        | 15 ans de prison                          | Décision définitive     | 15 ans de prison                          |
| Nabil Moustafa                      | 13 ans de prison                        | 13 ans de prison                          | Appel du parquet        | 14 ans de prison                          |
| Sorour Arbabzadeh dite Emma / Yalda | 10-12 ans de prison                     | 9 ans de prison                           | Appel du parquet        | 9 ans de prison                           |
| Cédric Birot Saint-Yves             | 12 ans de prison                        | 11 ans de prison                          | Appel du parquet        | 12 ans de prison                          |
| Fabrice Polygone                    | 12 ans de prison                        | 11 ans de prison                          | Appel du parquet        | 12 ans de prison                          |
| Yayia Touré Kaba                    | 12 ans de prison                        | 11 ans de prison                          | Appel du parquet        | 11 ans de prison                          |
| Jérôme Ribeiro                      | 12 ans de prison                        | 10 ans de prison                          | Appel du parquet        | 10 ans de prison                          |
| Tifenn Gourret                      | 10 ans de prison                        | 9 ans de prison                           | Appel du parquet        | 11 ans de prison                          |
| Gilles Serrurier                    | 10 ans de prison                        | 9 ans de prison                           | Appel du parquet        | 10 ans de prison                          |
| Franco Louise                       | 8-10 ans de prison                      | 5 ans de prison                           | Appel du parquet        | 5 ans de prison                           |
| Christophe Martin-Vallet            | 8-10 ans de prison                      | 10 ans de prison                          | Décision définitive     | 10 ans de prison                          |
| Alexandra Sisilia                   | 8-10 ans de prison                      | 8 ans de prison                           | Décision définitive     | 8 ans de prison                           |
| Francis Oussivo N'Gazi              | 6-8 ans de prison                       | 7 ans de prison                           | Décision définitive     | 7 ans de prison                           |
| Guiri Oussivo N'Gazi                | 5-7 ans de prison                       | 6 ans de prison                           | Décision définitive     | 6 ans de prison                           |
| Jérémy Pastisson                    | 5-7 ans de prison                       | 3 ans de prison                           | Appel du parquet        | 3 ans de prison                           |
| Sabrina Fontaine                    | 5 ans de prison                         | 3 ans de prison                           | ?                       | ?                                         |
| Alcino Ribeiro                      | 1 an ferme                              | 8 mois de prison                          | Appel du parquet        | 8 mois de prison                          |
| Alhassane D.                        | 5 ans de prison avec sursis             | Acquitté                                  | Appel du parquet        | Acquitté                                  |
| Kamel F.                            | 5 ans de prison avec sursis             | Acquitté                                  | Décision définitive     | Décision définitive                       |
| Audrey Lorleach                     | 3 ans de prison, dont 28 mois de sursis | 2 ans de prison, dont 16 mois avec sursis | ?                       | ?                                         |
| Isabelle Mensah                     | 18 mois de prison avec sursis           | 6 mois de prison avec sursis              | Décision définitive     | Décision définitive                       |
| Christine G.                        | 1 an de prison avec sursis              | 6 mois de prison avec sursis              | Décision définitive     | Décision définitive                       |
| Leila Appolinaire                   | Acquittement                            | 6 mois de prison avec sursis              | Décision définitive     | Décision définitive                       |
| Muriel Izouard                      | Acquittement                            | Acquittée                                 | Décision définitive     | Décision définitive                       |

En 2014, 80 % des inculpés sont libres et en 2016, soit dix ans après le crime, presque tous les autres membres du gang ont recouvré leur liberté.
En 2019, à la suite de la libération de Jean-Christophe Soumbou tous les membres du gang sont libres sauf Youssouf Fofana et son bras droit Samir Aït Abdelmalek.

## Réactions
L'écho dans les médias et les réactions politiques ont été rapides et indignées. L'idée d'un développement de l'antisémitisme en France a longtemps été évoquée. Cette circonstance aggravante d'antisémitisme a été retenue par les deux juges chargés de l'instruction du dossier.

### Réactions politiques
De nombreuses associations et personnalités politiques condamnent ce meurtre. Le mardi 21 février 2006, lors de la séance de questions au gouvernement à l'Assemblée nationale, Nicolas Sarkozy déclare que, bien que ce meurtre ait eu pour motivation première l'extorsion d'argent, le choix d'une cible juive dénote un « antisémitisme par amalgame ».
Julien Dray, élu du Parti socialiste, considère que ce meurtre est dû à un climat d'antisémitisme que, selon lui, Dieudonné a contribué à créer. Celui-ci, qui poursuit Julien Dray en diffamation, est débouté par le tribunal correctionnel de Paris le 17 juin 2008.

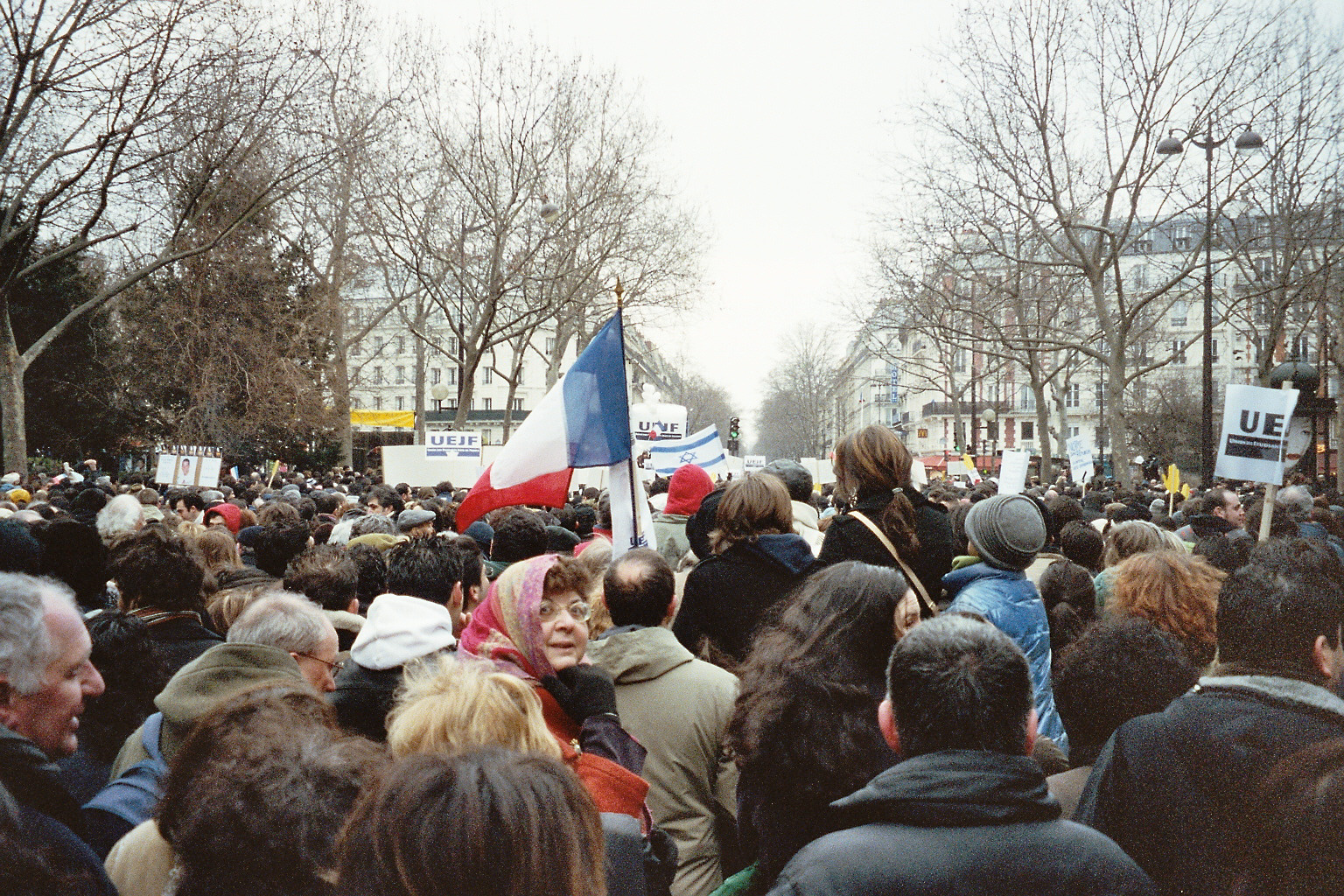
Manifestation du 26 février 2006 à la mémoire d'Ilan Halimi.

Le jeudi 23 février, une cérémonie est organisée à la mémoire d'Ilan Halimi à la synagogue de la Victoire à Paris en présence notamment de Jacques Chirac et de Dominique de Villepin. Une manifestation est organisée le dimanche 26 février 2006 à l'appel de différentes associations dont la Ligue internationale contre le racisme et l'antisémitisme (LICRA), SOS Racisme, l'Union des étudiants juifs de France (UEJF), qui appellent à une mobilisation de tous les Français. Le gouvernement est représenté par Nicolas Sarkozy, Philippe Douste-Blazy et Catherine Colonna. Les principaux partis démocratiques français (UDF, UMP, PS, Les Verts) participent à cette manifestation.
Le MRAP retire son soutien à cette manifestation en raison de la présence annoncée du Front national et du Mouvement pour la France, car, pour cette association, cela met « en lumière le caractère ambigu de cette manifestation et son instrumentalisation politique ». Interviewé par le journal 20 minutes à ce sujet, le vice-président de SOS Racisme, Patrick Klugman, déclare que de la part du MRAP « cet argument est crapuleux » et qu'il « n'est pas nouveau qu'il y a un malaise au sein de ce mouvement sur les questions de l'antisémitisme ».
En février 2006, après le meurtre d'Ilan Halimi, le militant anticolonialiste Kémi Séba menace, dans un courrier adressé à des associations juives, de s'en prendre physiquement aux rabbins français si ces organisations ont « l'envie d'effleurer ne serait-ce qu'un seul [des] cheveux » d'Youssouf Fofana.

### Réactions publiques
Dès le soir du verdict, des voix s'élèvent pour le contester,.
L'avocat Patrick Klugman critique le choix comme avocat général de Philippe Bilger dont il note : « [Ce] choix n'était certainement pas innocent. On lui concédera volontiers d'immenses qualités sans pour autant ignorer qu'il est l'un des plus farouches adversaires de la loi Gayssot ». Dans un article publié par Le Nouvel Observateur le 23 juillet 2009, l'avocat Francis Szpiner qualifie l'avocat général, dont le père fut collaborateur, de « traître génétique », d'où la demande du procureur général de Paris, Laurent Le Mesle, au bâtonnier de Paris, Christian Charrière-Bournazel, d'engager des poursuites disciplinaires à l'encontre de Francis Szpiner. Cette procédure disciplinaire conclut que le terme employé contrevient au principe de délicatesse posé par le code de déontologie des avocats ; cette analyse sera confirmée judiciairement (Cour de cassation, Civ. 1re, 10 juillet 2014 no 13-19.284).
Les avocats des accusés critiquent Szpiner : « Comment admettre que ce même avocat se soit targué pendant toute l'audience et lors de sa plaidoirie du fait qu'il ferait changer la loi, pour imposer une audience publique [en appel] ? » Une proposition de loi, permettant aux cours d'assises de choisir entre un procès privé et un procès public lorsque des mineurs sont en cause, a été déposée le 8 juillet par Jack Lang (PS) et par François Baroin (UMP), alors que la publicité restreinte est obligatoire si des mineurs sont jugés, sauf si ces accusés y renoncent.

### Retentissement médiatique et culturel
Le retentissement médiatique est énorme en France comme à l'étranger. En juillet 2017, le Washington Post établit un rapprochement entre cette affaire et celle de Sarah Halimi (une homonyme) en avril 2017,.
Plusieurs livres en relation avec cette affaire sont rapidement publiés en France :
- 24 jours : la vérité sur la mort d'Ilan Halimi (2009) dont les auteurs sont Ruth Halimi, mère de la victime, et Émilie Frèche ;
- Le gang des barbares : Chronique d’un fiasco policier (2009) d’Alexandre Levy ;
- L'affaire du gang des barbares (2010) d'Elsa Vigoureux, journaliste au Nouvel Observateur ;
- Tout, tout de suite (2012) de Morgan Sportès ;
- Affaire Halimi. Du crime crapuleux au meurtre antisémite. Histoire d’une dérive (2014) de Gilles Antonowicz.

Au cinéma, plusieurs films ont adapté cette affaire :
- 2014 : 24 jours d'Alexandre Arcady[88] ;
- 2016 : Tout, tout de suite de Richard Berry, adaptation du roman du même nom ;
- 2016 : Éperdument de Pierre Godeau, qui s'inspire de la relation ultérieure entre Sorour Arbabzadeh et Florent Gonçalves.

Des documentaires évoquent l'affaire Halimi :
- L’Assassinat d’Ilan Halimi (2014) de Ben Izaak[13],[3] ;
- « Sarah et les autres » (2021) d'Alexandre Arcady[89].

Plusieurs chansons rendent hommage à Ilan Halimi :
- Ça fait mal, de Frédéric Lerner ;
- Lettre à Ilan, du rappeur Lasko L'alchimiste avec Vida et Miss Rosy.

Une émission de radio revient sur cette affaire :
- France Inter, Affaires sensibles, émission du 21 mars 2019 (rediffusion du 17 juin 2015) présentée par Fabrice Drouelle : « Ilan Halimi victime du "Gang des Barbares" », avec comme invitée Elsa Vigoureux[90].

## Hommages et vandalismes
En hommage à Ilan Halimi, un jardin est rebaptisé en son nom en 2011, rue de Fécamp dans le 12e arrondissement de Paris.
Une plaque est également posée à sa mémoire au départ d'un sentier de la forêt de Jérusalem, dans les monts de Judée, cette partie de la forêt étant rebaptisée « forêt Ilan Halimi ».
Une stèle commémorant Ilan Halimi est érigée en 2011 dans le parc Richelieu à Bagneux. Elle est brisée en 2015, rapidement remplacée puis à nouveau profanée en novembre 2017 , « couverte d'inscriptions antisémites et d'insultes » et arrachée. Cette profanation est condamnée par de nombreuses personnalités politiques,.
L'arbre planté en 2006 à la mémoire d'Halimi, à l'endroit où le supplicié avait été retrouvé en train d'agoniser à Sainte-Geneviève-des-Bois (Essonne), devenu lieu de recueillement, est scié à sa base ; remplacé par un arbre plus jeune pour le dixième anniversaire de son assassinat, il est retrouvé trois ans plus tard également tranché, lors des préparatifs de la cérémonie commémorative prévue à l'occasion du treizième anniversaire de sa disparition,. En août 2025, des inconnus abattent à nouveau l'arbre.
La dépouille d'Ilan Halimi est désormais enterrée à Jérusalem où sa sœur dit qu'ici, « personne ne pourra aller salir sa tombe (…) Il est en paix ».
Un prix Ilan Halimi est créé, devenu une distinction nationale en 2018, « pour toucher nos consciences, pour lutter contre l'oubli mais aussi montrer des actes d'espérance » face à l'antisémitisme. 

En 2022, Jean Castex (Premier ministre) et les ministres Élisabeth Moreno (Diversité et égalité des chances), et Jean-Michel Blanquer (Éducation nationale) remettent ce prix aux élèves de trois établissements en récompense pour leurs initiatives en faveur de la tolérance : collège Toulouse-Lautrec de Toulouse (Haute-Garonne), École de la deuxième chance de La Courneuve (Seine-Saint-Denis) et lycée professionnel Sévigné de Gap (Hautes-Alpes).
Dans la nuit du 13 au 14 août 2025, un olivier planté en 2011 à Épinay-sur-Seine en mémoire d'Ilan Halimi est scié, un acte qualifié d'antisémite par les représentants communautaires et les politiques. Le président français Emmanuel Macron promet que « tout sera mis en œuvre pour retrouver les auteurs et les livrer à la justice »,,.

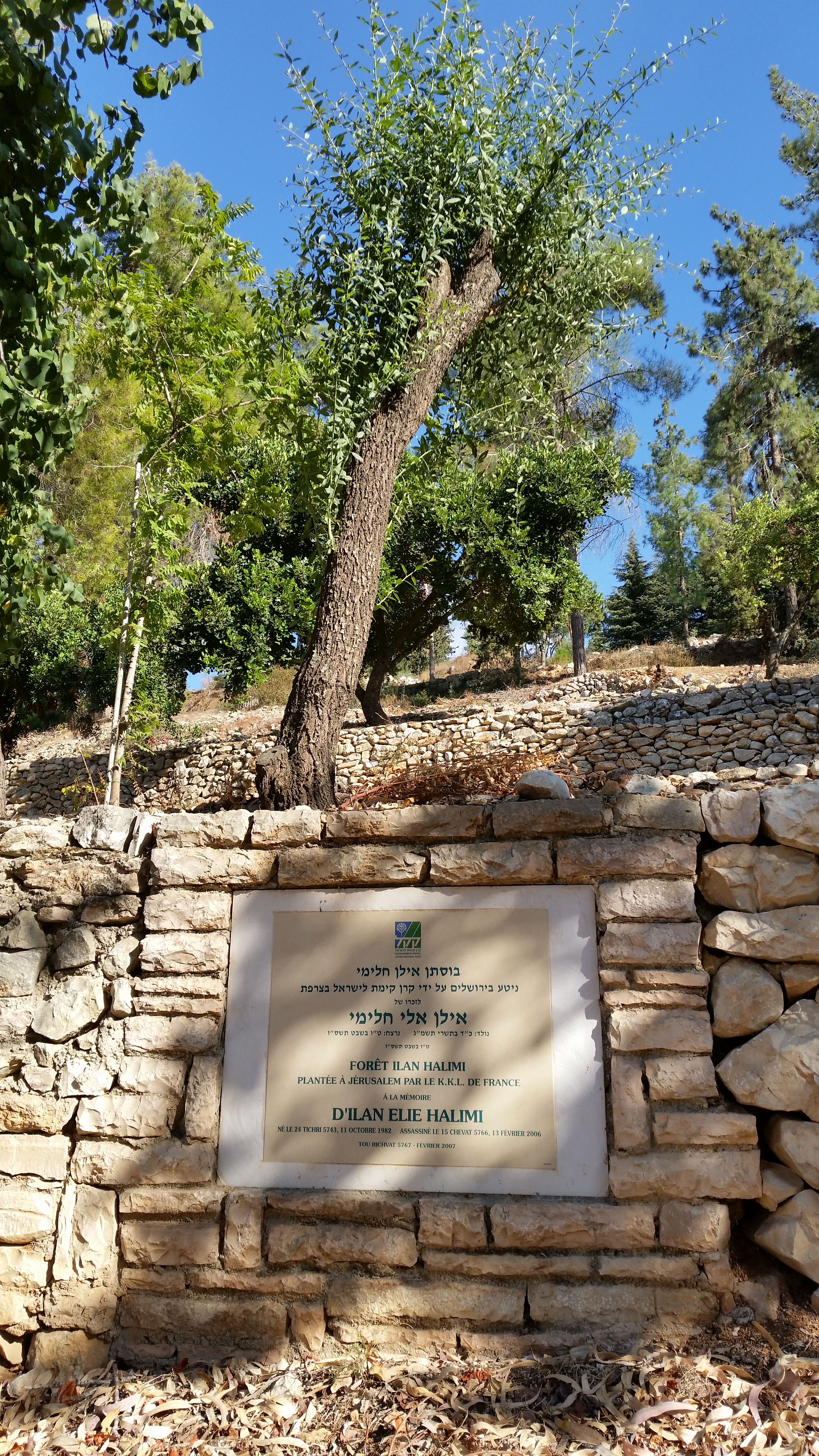
Plaque de la forêt Ilan Halimi, à l'ouest de Jérusalem.
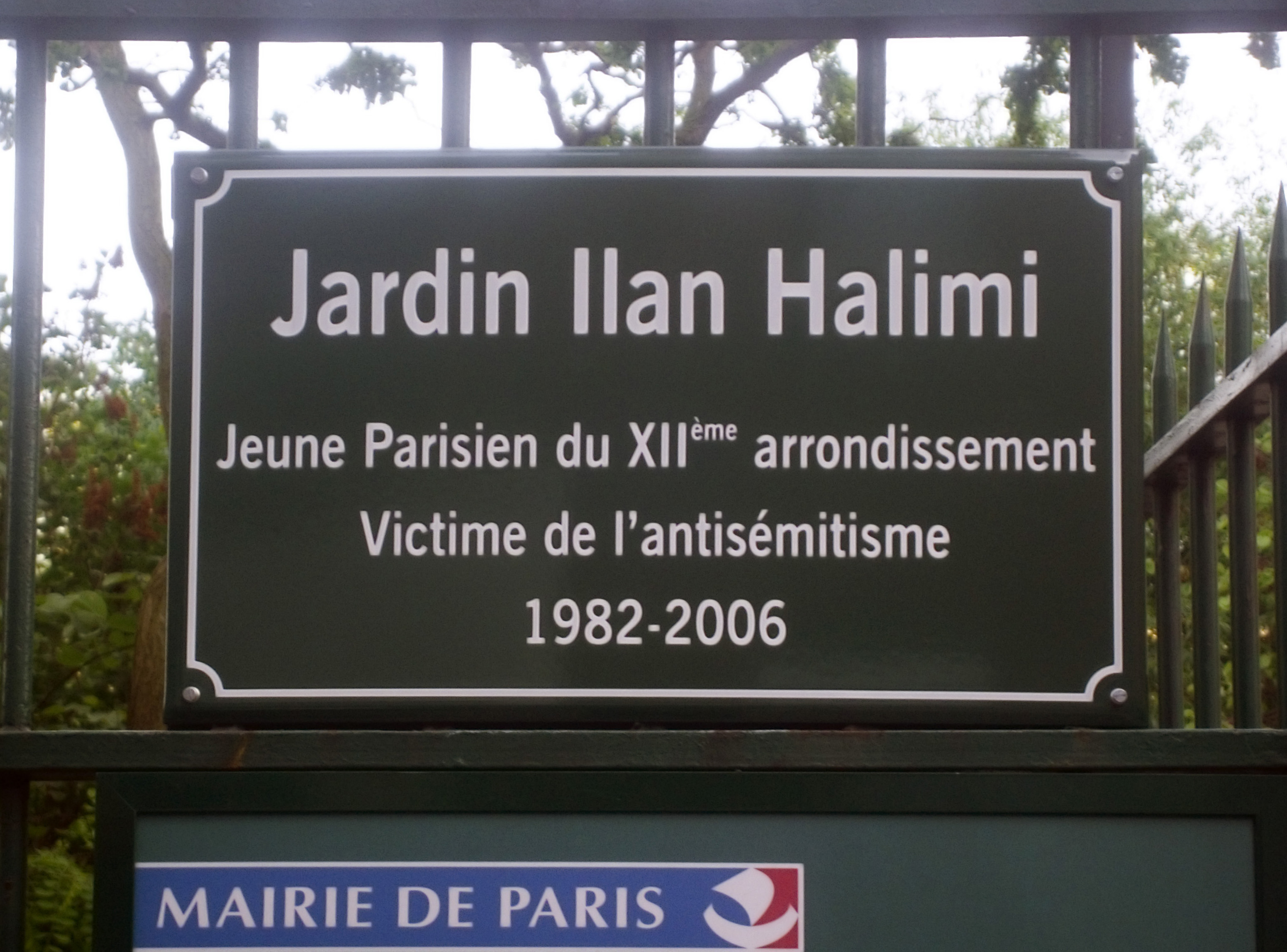
Plaque du jardin Ilan-Halimi.
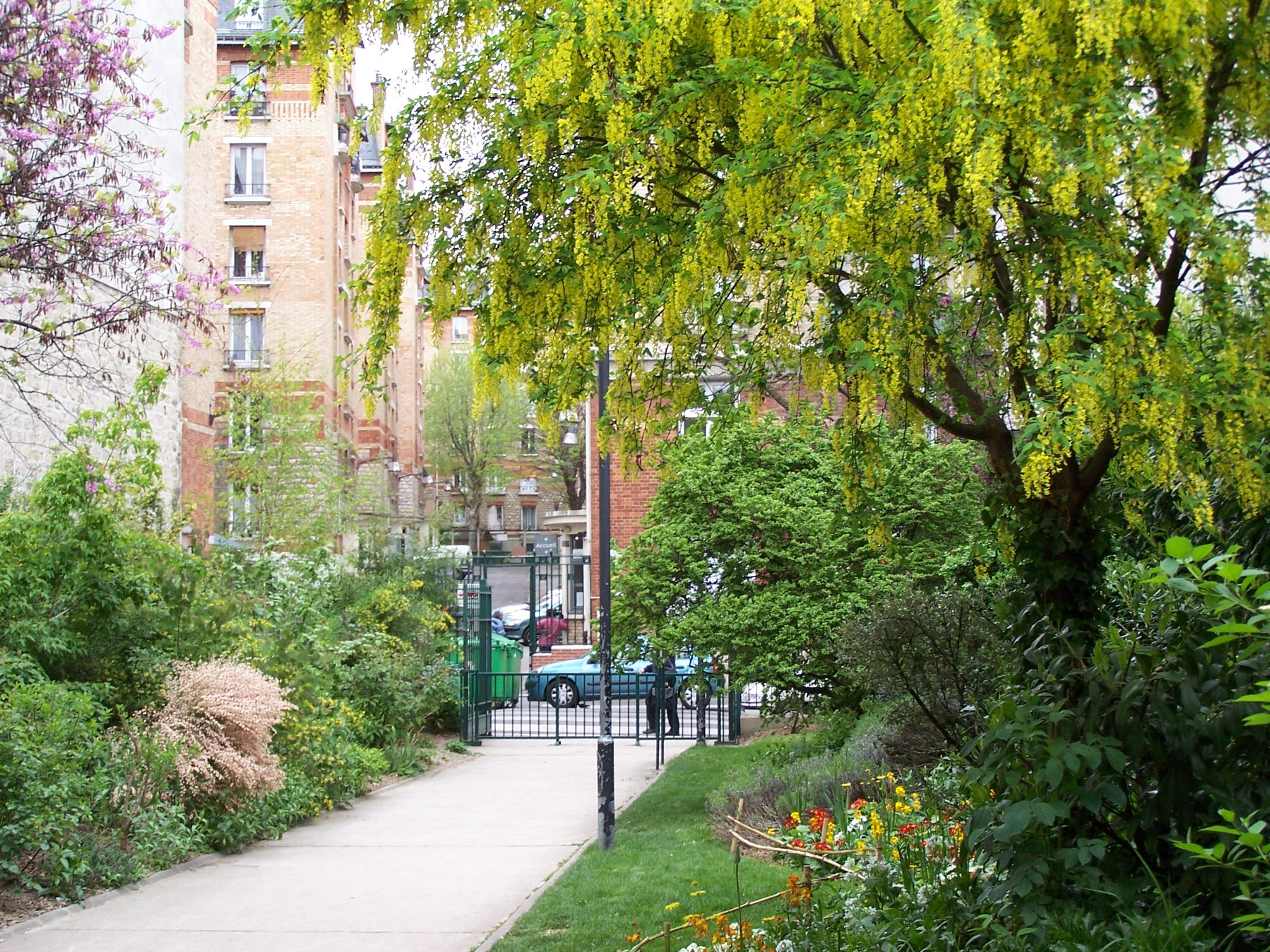
Entrée du jardin Ilan Halimi, rue de Fécamp à Paris.

### Documentaires télévisés
- « L'affaire du Gang des Barbares (l'enlèvement d'Ilan Halimi) » en 2006-2007 dans Secrets d'actualité du 22 octobre 2006 sur M6.
- « Le gang des barbares » le 29 avril 2009 dans Enquêtes criminelles : le magazine des faits divers sur W9.
- « Le gang des barbares » le 20 décembre 2009 dans Affaires criminelles sur NT1.
- « Le gang des barbares » dans 90' enquêtes du 26 octobre 2010 sur TMC.
- « Youssouf Fofana, le cerveau du gang des barbares » le 13 novembre 2011 dans l'émission Faites entrer l'accusé, présenté par Frédérique Lantieri sur France 2.
- « Affaire Ilan Halimi : Le gang des barbares » (premier reportage) le 1er avril 2015 dans Chroniques criminelles sur NT1.
- « Le Gang des barbares » (premier reportage) de la « Spéciale : ils ont fait trembler Paris » le 25 avril 2016 dans Crimes sur NRJ 12.
- « Affaire Ilan Halimi, le gang des barbares » le 15 mars 2018 dans Enlèvements sur C8.